# 嵊县花猪
嵊县花猪是中国地方猪品种之一。主要分布于在嵊州市（原嵊县）、上虞区及新昌县，以及相邻的绍兴、天台县、奉化区、余姚市等县（市）。
嵊县花猪毛色多在灰褐色与白毛相间，可分为六白猪、乌猪白脚和大斑花猪等。嵊县花猪的胎均产仔数为13.2头，第1胎平均为10.08头，第2胎为12.44头，第5胎为15.07头。
嵊县花猪因产区不同存在不同名称，嵊县三界镇称“蒋岩桥猪”，嵊县猪娘岭一带称“富润猪”，新昌称“新昌猪”，上虞称“章镇猪”。1960年浙江省猪种普查统一定名为“嵊县花猪”。2006年，嵊县花猪被列入《国家级畜禽遗传资源保护名录》。
绍兴市嵊花种猪有限公司是中国唯一一家国家级嵊县花猪保种场。